# Vestido

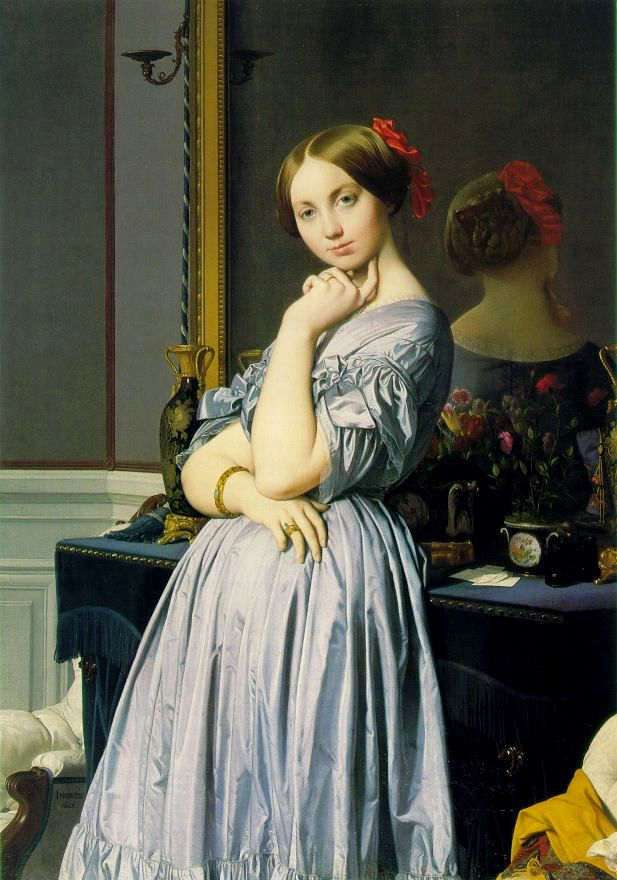
Obra de Jean Auguste Dominique Ingres, a Condessa d'Haussonville, trajando um vestido

Um vestido é uma peça da indumentária feminina que possui formas e comprimentos variáveis, podendo ser de uma única peça ou ainda de dois elementos que se integram.
O vestido, na sociedade moderna, assume um dos papéis centrais na indústria da moda. Praticamente todas as mulheres no mundo, independentemente da idade, religião ou cultura, possuem esta peça, nas suas mais variadas formas.
A introdução do vestido como peça única, começou em tempos imemoriais. Dos primeiros registos gráficos e escritos na Europa, vêm do século XI mas o vestido contemporâneo surgiu mais tarde, após a II Guerra Mundial e foi caracterizado pelos designs do famoso Christian Dior, que utilizou cinturas finas e modelagens em balão, ligeiramente acima dos tornozelos, para revitalizar o mundo da moda e a sociedade atormentada pelos fantasmas da guerra.
Atualmente, não existe um vestido que a indústria consiga afirmar como "dominante". Desde os anos '70 que diferentes modelagens são livremente utilizadas e depende de marca para marca e de coleção para coleção.

## Usar
Na maioria dos códigos de vestimenta formal nas culturas ocidentais, uma vestimenta de estilo apropriado é obrigatória para as mulheres. Eles também são muito populares em ocasiões especiais, como bailes de finalistas ou casamentos.

### Vestido básico
Um vestido básico é geralmente um vestido de cor escura de desenho simples que pode ser usado com vários acessórios para se adequar a diferentes ocasiões. Diferentes tipos de joias, cintos, lenços e jaquetas podem ser usados com o vestido básico para vestir para cima ou para baixo. Um vestidinho preto é um exemplo de vestido básico.